# 异丙威
异丙威（英語：Isoprocarb），也称为叶蝉散，化学式為C11H15NO2），是一种氨基甲酸酯类的杀虫剂，由拜耳公司在1970年开发，可由2-异丙基苯酚、光气和甲胺合成：

异丙威的合成